# Centrosoma

Estructura del centrosoma

El centrosoma, centre cel·lular o centre organitzador de microtúbuls (de l'anglès MTOC, microtubule organizing center) és el principal organitzador de microtúbuls de la cèl·lula així com un regulador de la progressió del cicle cel·lular. Es tracta d'una estructura exclusiva de les cèl·lules animals (eucariotes superiors) que fou descoberta el 1888 per Theodor Boveri.
Els centrosomes estan constituïts per dos cilindres disposats perpendicularment anomenats centríols, envoltats per una massa amorfa de material pericentriolar (de l'anglès PCM, pericentriolar material). Al voltant del centrosoma es disposen radialment un conjunt de microtúbuls que s'anomena àster. El material centriolar conté les proteïnes (com la γ-tubulina, la pericentrina o la nineïna) que permeten la nucleació i ancoratge dels microtúbuls. Cada centríol està constituït per nou grups de tres microtúbuls fusionats (triplets de microtúbuls) disposats conformant una estructura de molí. Per això, cada triplet està inclinat cap a l'eix central formant un angle de 45° respecte a la circumferència del centríol.
Tot i que el centrosoma té un paper clau en garantir una eficient divisió cel·lular, s'ha comprovat que no és imprescindible per aquest fenomen. Les seves funcions estan relacionades amb la motilitat cel·lular i amb l'organització del citoesquelet. Durant la divisió cel·lular els centríols es dirigeixen als pols oposats de la cèl·lula, organitzant el fus mitòtic (o acromàtic). En l'anafase (etapa de la divisió cel·lular) els microtúbuls de l'àster estiren la cèl·lula i contribueixen a la separació dels cromosomes en cromàtides i en la divisió del citoplasma entre les dues cèl·lules resultants.